# ابرنواختر نوع دو

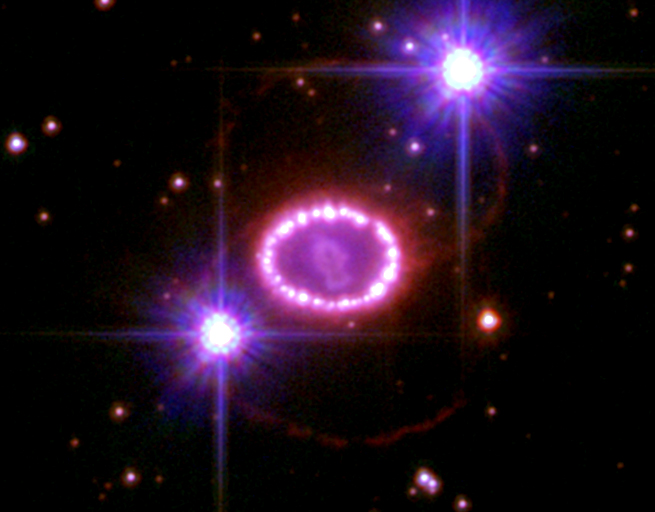
بقایای در حال گسترش ابرنواختر اس‌ان ۱۹۸۷ای، یک ابرنواختر نوع دوم پی در ابر ماژلانی بزرگ. عکس از ناسا

یک اَبَرنواَختر نوع دو (به انگلیسی: Type II supernova) نتیجهٔ فروریزشِ سریع و انفجارِ شدید یک ستارهٔ سنگین است. جرم یک ستاره برای اینکه دستخوش چنین انفجاری شود، باید دستکم ۸ برابر و نه بیشتر از ۴۰ تا ۵۰ برابر جرم خورشید ☉M باشد. وجه تمایز ابرنواخترهای نوع دوم نسبت به دیگر ابرنواخترها، حضور هیدروژن در طیف‌شان است. معمولاً می‌توان آن‌ها را در بازوهای مارپیچی کهکشان‌ها و منطقه‌های اچ ۲ نپاهید (رصد کرد)، اما در کهکشان‌های بیضوی دیده نمی‌شوند.
ستاره‌های سنگین مثل همهٔ ستاره‌ها با همجوشی هسته‌ای و تبدیل هیدروژن به هلیوم در مغزه‌شان انرژی آزاد می‌کنند. با این وجود برخلاف خورشید، این ستاره‌ها که به مراحل پایانی چرخهٔ زندگی‌شان نزدیک می‌شوند به اندازهٔ کافی سنگین هستند تا بتوانند عنصرهایی با جرم اتمیِ بزرگ‌تر از هیدروژن و هلیوم را هم بگدازند و محدود به گداختن هلیوم به کربن نیستند. همجوشی این عنصرها در دماها و فشارهای فزآینده و بیشتری روی می‌دهد. این شرایط باعث کوتاه‌تر شدن هر چه بیشتر طول عمر ستاره‌ها می‌شود. فشار تبهگن الکترون‌ها و انرژی‌ای که این واکنش‌های همجوشی آزاد می‌کنند، به اندازه‌ای هست تا مقابل گرانش ایستادگی کند و از فروریزش ستاره جلوگیری کند و ستاره را در وضعیتی متوازن نگه دارد. ستاره بیشتر و بیشتر مشغول همجوشی عنصرهایی با جرم‌های سنگین‌تر می‌شود. ابتدا با هیدروژن و هلیوم شروع می‌کند، بعد به سراغ عنصرهای دیگر جدول تناوبی می‌رود تا مغزه‌ای از آهن و نیکل ساخته شود. همجوشی آهن یا نیکل به اندازهٔ کافی انرژی تولید نمی‌کند، بنابراین ادامه همجوشی متوقف می‌شود و یک مغزهٔ لَخت باقی می‌گذارد. با نبودن انرژی خروجی که فشار بیرونی ایجاد کند، توازن به هم می‌ریزد و مغزه زیر فشار جرم به هم فشردهٔ ستاره، متراکم می‌شود.
هنگامی که جرم فشرده‌شدهٔ مغزهٔ لَخت از حد چاندراسکار که حدود ۱٫۴ برابر ☉M است، فراتر رود، دیگر تبهگنی الکترون برای مقابله با فشردگی گرانشی کافی نیست. در چند ثانیه فروکفتی عظیم برای مغزه اتفاق می‌افتد. بدون پشتیبانی مغزه‌ای که حالا فروکفته، مغزهٔ بیرونی زیر فشار گرانش به درون فرو می‌ریزد. این فروریزش ممکن است به سرعتی تا ۲۳ درصد سرعت نور هم برسد و فشار ناگهانی، دمای مغزهٔ درونی را تا ۱۰۰ میلیارد کلوین افزایش دهد. در یک انفجار ده ثانیه‌ای، تباهی وارون بتا، باعث شکل‌گیری نوترون‌ها و نوترینوها و آزاد شدن حدود ۱۰ به توان ۴۶ ژول (۱۰۰ فو) انرژی می‌شود. فروریزش مغزهٔ داخلی نیز با تبهگنی نوترونی متوقف می‌شود. این ایست باعث واجهیدن و به بیرون پرت شدن فروکَفت می‌شود. انرژی این موج شوک گسترش یابنده برای گسیختن مادهٔ ستاره‌ای و شتابیدن آن به سرعت گریز می‌شود. این رویداد باعث شکل‌گیری ابرنواختر می‌شود. موج شوک و دما و فشار فوق‌العاده بالا، به سرعت می‌اِفتالَد (پراکنده می‌شود). اما به اندازهٔ کافی باقی می‌ماند تا در دوره‌ای کوتاه فرایند هستهٔ هَندایش عناصر سنگین‌تر از آهن اتفاق بیفتد. بسته به جرم آغازین ستاره، باقیماندهٔ ستاره یک ستارهٔ نوترونی یا سیاهچاله را شکل می‌دهد. به دلیل ساز و کاری که در اصل منجر به انفجار ابرنواختر می‌شود، آن‌ها هم ابرنواخترهای مغزه رُمبیده توصیف می‌شوند.
دسته‌های زیادی از انفجارهای ابرنواختری نوع دو هست که در پی انفجار بر مبنای منحنی نوری‌شان - نگاره‌ای از نور در برابر زمان - دسته‌بندی شده‌اند. ابرنواخترهای نوع دوم ال، در پی انفجار شیب ثابتی (خطی) برای کاهش نور خود نشان می‌دهند، در حالی که نوع دوم پی، دوره‌ای از کاهش نور آهسته‌تر (مسطح) را در منحنی نورشان بعد از یک کاهش معمول، به نمایش می‌گذارند. ابرنواخترهای نوع یکم بی و یکم سی نوعی از ابرنواخترهای مغزه رُمبیده هستند. آن‌ها به ستاره‌های سنگینی تعلق دارند که پوشهٔ بیرونی هیدروژنی و (در مورد نوع یکم سی) هلیومی خود را افشانده‌اند. در نتیجه به نظر می‌رسد که این عناصر را کم دارند.

## پیدایش

لایه‌های پیاز مانند یک ستارهٔ فرگشتهٔ سنگین، درست پیش از رمبش مغزه. (مقیاس درست نیست).

ستاره‌هایی که بسیار سنگین‌تر از خورشید هستند، به شیوه‌های پیچیده‌ای فرگشته می‌شوند. در مغزهٔ ستاره، هیدروژن به هلیوم گداخته می‌شود. این همجوشی انرژی گرمایی‌ای آزاد می‌کند که مغزهٔ خورشید را گرم می‌کند و فشار بیرونی‌ای ایجاد می‌کند که از لایه‌های خورشید در برابر فروریزش حمایت می‌کند. به این فرایند تعادل هیدرواستاتیکی (هموگشِ هیدر ایستاییک) یا ستاره‌ای می‌گویند. هلیومی که در مغزه تولید شده، همان‌جا انباشته می‌شود چرا که دمای مغزه آن‌قدر نیست که بتواند هلیوم را گداخته کند. سرانجام وقتی هیدروژن درون مغزه مصرف شد، همجوشی کند می‌شود و گرانش باعث تِرِنگیدن (انقباض) مغزه می‌شود. این ترنگش دما را به اندازه‌ای بالا می‌برد تا فاز کوتاهتری از همجوشی هلیوم راه بیفتد که برای کمتر از ۱۰ درصد عمر کلی ستاره ادامه خواهد داشت. در ستاره‌هایی با جرم کمتر از ۸ برابر جرم خورشیدی، کربن تولید شده از همجوشی هلیوم، گداخته نمی‌شود و ستاره رفته‌رفته خنک می‌شود تا به یک کوتولهٔ سفید تبدیل شود. اگر کوتوله‌های سفید همدمی داشته باشند، ممکن است به ابرنواختر نوع یکم ای تبدیل شوند.
با این وجود، یک ستارهٔ خیلی بزرگتر، به اندازهٔ کافی سنگین هست تا فشارها و دماهای لازم برای گداخت کربن در مغزه را ایجاد کند. گداخت کربن وقتی اتفاق می‌افتد که در پایان مرحلهٔ هلیوم سوزی، ستاره می‌تِرنگد. همین‌طور که هسته‌های اتمی سنگین‌تر به‌طور فزابنده‌ای در مرکز ساخته می‌شود، مغزهٔ این ستاره‌های سنگین مثل پیاز لایه‌لایه می‌شود. ترتیب این لایه به این شکل است: بیرونی‌ترین لایه گاز هیدروژن، لایه‌ای از هیدروژنی که به هلیوم گداخته می‌شود را احاطه کرده‌است، خودش، لایه‌ای از هلیوم در حال گداخت به کربن با فراروندِ آلفایِ سه‌تایی را احاطه کرده‌است و این لایه، لایه‌هایی که به‌طور فزاینده به عناصر سنگین‌تر گداخته می‌شوند را دربر گرفته‌است. همچنان که ستاره‌ای به این سنگینی فرگشت می‌کند، دستخوش تکرار این مراحل می‌شود تا جایی که گداخت در مغزه متوقف شود و مغزه فرو می‌ریزد تا دما و فشار لازم برای شروع مرحلهٔ بعدی گداخت کافی باشد و دوباره فروریزش را متوقف کند.
| فراروند              | سوخت اصلی | فراورده‌های اصلی      | ۲۵ M☉ ستاره | ۲۵ M☉ ستاره   | ۲۵ M☉ ستاره |
| فراروند              | سوخت اصلی | فراورده‌های اصلی      | دما (K)     | چگالی (g/cm3) | مدت         |
| -------------------- | --------- | -------------------- | ----------- | ------------- | ----------- |
| هیدروژن سوزی         | هیدروژن   | هلیوم                | ۷×۱۰۷       | ۱۰            | ۱۰۷ سال     |
| فراروند آلفای سه‌تایی | هلیوم     | کربن و اکسیژن        | ۲×۱۰۸       | ۲۰۰۰          | ۱۰۶ سال     |
| فراروند کربن‌سوزی     | کربن      | Ne، Na، Mg و Al      | ۸×۱۰۸       | ۱۰۶           | ۱۰۳ سال     |
| فراروند نئون‌سوزی     | نئون      | O و Mg               | ۱٫۶×۱۰۹     | ۱۰۷           | ۳ سال       |
| فراروند اکسیژن‌سوزی   | اکسیژن    | Si، S، Ar و Ca       | ۱٫۸×۱۰۹     | ۱۰۷           | ۰٫۳ سال     |
| فراروند سیلیکون‌سوزی  | سیلیکون   | نیکل (واپاشی به آهن) | ۲٫۵×۱۰۹     | ۱۰۸           | ۵ روز       |

## فروریزش مغزه
عاملی که این فراروند را محدود می‌کند، مقدار انرژی‌ای است که با گداخت آزاد می‌کند که به انرژی بندش بستگی دارد: انرژی‌ای که این هسته‌های اتمی را کنار هم نگه می‌دارد. هر مرحله اضافی هسته‌های سنگین‌تری می‌سازد که هنگام گداخت، انرژی به مراتب کمتری آزاد می‌کند. به علاوه، از کربن‌سوزی به بعد، هدررفت انرژی به دلیل تولید نوترینو قابل‌توجه می‌شود. این روند تا تولید نیکل-۵۶ ادامه پیدا می‌کند. روندی که در چند ماه با تلاشی رادیواکتیوی به کبالت-۵۶ و بعد آهن-۵۶ می‌انجامد. از آن‌جا که آهن و نیکل بالاترین انرژی بَندِش بر هسته را بین تمام عناصر دارند، دیگر در مغزه، گداخت نمی‌تواند انرژی تولید کند و یک مغزهٔ آهنی-نیکلی رشد می‌کند. این مغزه زیر فشار گرانشی سترگی قرار دارد. از آن‌جا که دیگر گداختی اتفاق نمی‌افتد، دمای ستاره را افزایش دهد، تنها چیزی که می‌تواند در مقابل رمبش ستاره بایستد، فشار تبهگنی الکترون‌هاست. در این حالت، ماده آن‌قدر چگال است که برای همپَکِش (به‌هم فشردگی) بیش‌تر، لازم است الکترون‌ها ترازهای انرژی یکسانی را اشغال کنند. اما چنین حالتی برای فرمیون‌های همسان، بنابر پدیده‌ای به‌نام اصل طرد پائولی ممنوع است.
وقتی جرم مغزه از حد چاندراسکار که حدود ۱٫۴ ☉M است، فراتر باشد، فشار تبهگنی دیگر توان مقابله با رمبش را ندارد و رمبشی فاجعه‌بار (نگونزار) را در پی خواهد داشت. بخش‌های بیرونی مغزه هنگام رمبیدن به سمت مرکز، به سرعت‌هایی تا ۷۰٬۰۰۰ کیلومتر بر ثانیه (۲۳ درصد سرعت نور) می‌رسند. مغزه‌ای که به سرعت درهم‌کشیده شده، داغ می‌شود و پرتوهای پرانرژی گاما تولید می‌کند. این پرتوها هسته‌های آهن را با فروپاشی نوری به هسته هلیوم و نوترون‌های آزاد متلاشی می‌کند. همچنان که چگالی مغزه افزایش می‌یابد، شرایط ادغام برای الکترون‌ها و پروتون‌ها با معکوس واپاشی بتا مناسب می‌شود. در این فراروند نوترون‌ها و ذرات بنیادینی به اسم نوترینو ساخته می‌شود. از آن‌جا که نوترینوها به ندرت با مادهٔ معمولی برهمکنش دارند، می‌توانند از مغزه فرار کنند. آن‌ها با خود انرژی را به بیرون می‌برند و باعث شتاب بیش‌تر رمبیدگی می‌شوند. کل این اتفاق در مقیاسی از مرتبهٔ هزارم ثانیه اتفاق می‌افتد. همین‌طور که مغزه از لایه‌های بیرونی جدا می‌شود، برخی از این نوترینوها جذب لایه‌های بیرونی ستاره می‌شوند و انفجار ابرنواختری شروع می‌شود.
در ابرنواخترهای نوع دو، دو عامل سرانجام این رمبش را متوقف می‌کنند: برهمکنش‌های دفعیِ کوتاه بردِ نوترون به نوترون که به واسطهٔ نیروی هسته‌ای قوی ایجاد می‌شود و در کنار آن، فشار تبهگنی نوترون‌ها در چگالی‌ای که با چگالی هستهٔ یک اتم قابل مقایسه است. وقتی رمبش متوقف شد، مادهٔ در حال فروریزش می‌واجهد و موج شوکی ایجاد می‌کند که به بیرون پخش می‌شود. انرژی ناشی از این شوک، عناصر سنگین درون مغزه را جدا می‌کند. این اتفاق، باعث افت انرژی شوک می‌شود و می‌تواند انفجار درون مغزهٔ بیرونی را متوقف کند.
مغزهٔ رمبیده شده چنان چگال و پر انرژی است که فقط نوترینوها می‌توانند از آن بگریزند. همچنان که پروتون‌ها و الکترون‌ها در فراروند گیراُفت الکترون ترکیب می‌شوند تا نوترون شکل بگیرد، یک نوترینوی الکترونی ساخته می‌شود. در ابرنواختر نوع دو معمول (گونه‌وار)، مغزهٔ نوترونی تازه شکل گرفته دمای آغازینی در حدود ۱۰۰ میلیارد کلوین دارد، ۱۰ به توان ۴ برابر دمای مغزهٔ خورشید دارد. برای تشکیل یک ستارهٔ نوترونی پایدار، بیش‌تر این انرژی گرمایی باید افشانده شود، در غیر این صورت، ممکن است نوترون‌ها کاملاً «جوشیده و تبخیر» شوند. این کار با آزادسازی نوترینوهای بیش‌تری انجام می‌شود. این نوترینوهای گرمایی به شکل جفت‌های نوترینو-پادنوترینو در تمام چاشنی‌ها شکل می‌گیرند. تعداد این نوترینوها چندین برابر نوترینوهایی است که به دلیل گیراُفت الکترونی ایجاد شده‌اند. دو ساز و کاری که نوترینو تولید می‌کنند، انرژی پتانسیل گرانشیِ ناشی از رمبش را به یک انفجار نوترینوییِ ده ثانیه‌ای تبدیل می‌کنند. این تبدیل باعث آزاد شدن حدود ۱۰ به توان ۴۶ ژول انرژی (۱۰۰ فو) می‌شود.
در فرایندی که هنوز به درستی درک نشده‌است، شوک متوقف شده، حدود یک درصدِ انرژی آزاد شده، یعنی یا ده به توان ۴۴ ژول (۱ فو)، که به شکل نوترینوهاست را دوباره جذب می‌کند و انفجاری ابرنواختری می‌سازد. نوترینوهایی که یک ابرنواختر آزاد می‌کند در ابرنواختر ۱۹۸۷ ای رصد شده‌اند و این باعث شد تا اخترفیزیکدان‌ها به این نتیجه برسند که تصویر کلی رمبش مغزه در اساس درست است. ابزارهای درون آبِ رصدخانه کامیوکانده دو و آشکارساز آی ام بی پادنوترینوهای منطقهٔ گرمایی را آشکار کردند، در حالی که رصدخانه نوترینوی بکسن با ابزار آشکارساز نوترینوی گالیوم-۷۱، نوترینوهایی (عدد لپتونی = ۱) را آشکار کرد که یا از منطقهٔ گرمایی بودند یا منطقهٔ گیراُفت الکترونی.

درون یک ستارهٔ سنگین فرگشت شده (a) پوشش‌های لایه پیازی دستخوش گداخت می‌شوند و یک مغزهٔ نیکل-آهنی درست می‌کنند (b) که به جرم چاندراسکار می‌رسد و شروع به رمبیدن می‌کند. بخش‌های درونی مغزه به تا نوترون‌ها به هم فشرده می‌شود (c) که باعث می‌شود مواد در حال فروریختن بجهند (d) و جبهه‌ای

وقتی ستارهٔ نمونه کمتر از حدود ۲۰ ☉M باشد - بسته به قدرت انفجار و میزان ماده‌ای که بر می‌گردد - باقیماندهٔ تباهیدهٔ مغزهٔ رمبیده شده، یک ستارهٔ نوترونی خواهد بود. در جرم‌های بیش‌تر از این مقدار، باقی‌مانده به شکل یک سیاهچاله می‌رمبد. جرم حدیِ نظری برای این نوع سناریوی مغزهٔ رمبیده حدود ۴۰ تا ۵۰ ☉M است. تصور می‌شود که برای ستاره‌های سنگین‌تر از این مقدار جرم، ستاره بدون انفجار ابرنواختری و به‌طور مستقیم به سیاهچاله تبدیل می‌شود. هر چند عدم قطعیت در مدل‌های رمبش ابرنواختری، محاسبهٔ این حدها را نادقیق می‌کند.

## مدل‌های نظری
نظریهٔ مدل استاندارد برای فیزیک ذرات، نظریه‌ای است که در آن سه تا از چهار برهمکنش بنیادی شناخته شدهٔ بین ذرات بنیادی را توضیح می‌دهد. این برهمکنش‌ها باعث ایجاد تمام ماده می‌شوند. به کمک این نظریه می‌توان پیش‌بینی کرد که تحت بسیاری از شرایط، ذرات چطور برهمکنش نشان خواهند داد. در ابرنواختر به‌طور معمول انرژی بر هر ذره، حدود یک تا یکصد و پنجاه پیکوژول (از ده‌ها تا صدها MeV) است. انرژی بر ذرهٔ دخیل در یک ابرنواختر به اندازهٔ کافی کوچک هست که پیش‌بینی‌های ناشی از مدل استاندارد ذرات، به‌طور کلی تا اندازهٔ خوبی درست باشد. اما ممکن است چگالی‌های بالا نیازمند تصحیح‌هایی در مدل استاندارد باشند. به‌طور مشخص، شتاب‌دهنده‌های ذرات زمینی می‌توانند برهمکنش‌هایی بین ذرات ایجاد کنند که بسیار پرانرژی‌تر از مرتبه‌ای است که در ابرنواخترها پیدا شده‌است. اما در این آزمایش‌ها، ذرات انفرادی با ذرات انفرادی برهمکنش دارند و به نظر می‌رسد که چگالی‌های بالای درون ابرنواخترها تأثیرات بدیعی ایجاد خواهند کرد. در ابرنواخترها برهمکنش بین نوترینوها و دیگر ذرات، به‌وسیلهٔ نیروی هسته‌ای ضعیف انجام می‌شود، که گمان می‌رود به‌خوبی فهمیده شده‌است. با این حال، در برهمکنش بین پروتون‌ها و نوترون‌ها، نیروی هسته‌ای قوی دخیل است که به مراتب کمتر فهمیده شده‌است.
بزرگ‌ترین معمای حل نشده دربارهٔ ابرنواخترهای نوع دوم این است که به درستی نمی‌دانیم چطور انفجار نوترینوها انرژی‌اش را به باقی ستاره منتقل می‌کند و با ایجاد موجِ شوک، باعث انفجار ستاره می‌شود. می‌دانیم که برای انفجار فقط به انتقال یک درصد این انرژی احتیاج است، اما توضیح چگونگی این انقال به سختی قابل اثبات هست، ولو با این باور که برهمکنش میان ذرات دخیل در آن به خوبی فهمیده شده باشد. در دههٔ ۱۳۷۰ خورشیدی (۱۹۹۰ میلادی) یک مدل برای توجیه این مسئله، سرنگونی همرفتی را دخیل می‌کرد، که پیشنهاد می‌داد همرفتی، چه از سوی نوترینوها از زیر یا مادهٔ در حال ریزش از بالا، فرایند نابودی ستارهٔ اولیه را کامل می‌کند. در طول این انفجار، با گیراُفت نوترینوها عناصر سنگین‌تر از آهن شکل می‌گیرند و از فشاری که نوترینوها به کرانهٔ «نوترینو سپهر» وارد می‌کنند، بذر عنصرهای سنگین را به شکل ابری از گاز و غبار در فضای اطراف ستاره می‌افشانند. عنصرهایی که از مواد تشکیل‌دهندهٔ ستارهٔ اصلی سنگین‌تر هستند.
فیزیک نوترینو که مدل استاندارد آن را برساخته است، در شناخت این فرایند وضع ناخوشایندی دارد. دیگر محدودهٔ ناخوشایند در این بررسی، هیدرودینامیکِ پلاسمایی است که ستارهٔ در حال مرگ را ساخته‌است؛ پلاسما دزمانی که فروریزش مغزه معلوم شد، چطور رفتار می‌کند، موج شوک چطور و چه‌وقت شکل می‌گیرد و چطور و چه‌وقت «متوقف» می‌شود و دوباره نیرو می‌گیرد.
در واقع برخی از مدل‌های نظری یک ناپایداری هیدرودینامیکی ایجاد کرده‌اند که به «ناپایداری در شوک ایستادهٔ افزایشی» (به انگلیسی: Standing Accretion Shock Instability، به اختصار SASI) معروف است. این ناپایداری به صورت نتیجهٔ اختلال‌های غیرکروی نوسانیِ شوک متوقف شده می‌آید و در نتیجه شکلش را تغییر می‌دهد. اغلب در شبیه‌سازی‌های کامپیوتری از SASI به همراه نظریه‌های نوترینو استفاده می‌شود تا به شوک متوقف شده، انرژی دوباره بدهند. شبیه‌سازی‌های کامپیوتری در محاسبهٔ رفتار ابرنواخترهای نوع دو، بعد از تشکیل موج شوک بسیار موفق بوده‌اند. اخترفیزیکدان‌ها توانسته‌اند با نادیده گرفتن نخستین ثانیهٔ انفجار و فرض اینکه انفجار شروع شده‌است، پیش‌بینی‌های دقیقی در مورد عناصری که ابرنواختر می‌سازد و منحنی نوری مورد انتظار از ابرنواختر انجام دهند.

## منحنی‌های نوری برای ابرنواخترهای نوع دوم ال و نوع دوم پی

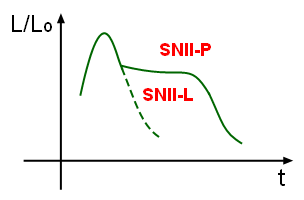
این نگارهٔ درخشندگی به عنوان تابع زمان، شکل مشخصهٔ منحنی‌های نوری برای یک ابرنواختر نوع دوم ال و دوم پی را نشان می‌دهد.

وقتی که طیف یک ابرنواختر نوع دو آزموده شد، به‌طور معمول خطوط جذبی بالمر را نشان می‌دهد - تراوش کاسته شده در بسامدهای شاخصی که اتم‌های هیدروژن انرژی را جذب کرده‌اند. از حضور این خطوط استفاده می‌شود تا این نوع از ابرنواخترها از ابرنواخترهای نوع یکم ای تمیز داده شوند.
وقتی درخشش یک ابرنواختر نوع دو در بازه‌ای از زمان روی نمودار برود، یک صعود مشخص به اوج روشنایی و در پی آن یک نزول را نشان می‌دهد. این منحنی‌های نوری به‌طور میانگین نرخ نزولی ۰٫۰۰۸ قدر در روز را دارند؛ بسیار کمتر از نرخ نزول ابرنواخترهای نوع یکم ای. ابرنواخترهای نوع دوم بسته به شکل منحنی نوری‌شان به دو زیر دسته تقسیم می‌شوند. منحنی نوری یک ابرنواختر نوع دوم ال، یک نزول ثابت (خطی) را بعد از اوج روشنایی نمایش می‌دهند. در مقابل، منحنی نور یک ابرنواختر نوع دوم پی، در زمان نزول، امتداد مشخص مسطحی دارد (به فلات معروف است) که نمایانگر دوره‌ای است که درخشندگی با نرخ کمتری ضعیف می‌شود. نرخ خالص ضعیف شدن درخشندگی کمتر است، ۰٫۰۰۷۵ قدر در روز برای نوع دوم پی، در مقایسه با ۰٫۰۱۲ قدر در روز برای نوع دوم ال.
تصور می‌شود تفاوت در شکل منحنی نوری در مورد ابرنواخترهای نوع دوم ال، به دلیل انفجار بیش‌تر هیدروژنی باشد که ستارهٔ آغازین را دربرگرفته‌است. حالت فلاتی در منحنی نوری ابرنواخترهای نوع دوم پی به دلیل تغییری در کدری لایهٔ خارجی است. موجِ شوک هیدروژن را در پوشهٔ بیرونی یونیزه می‌کند - که باعث افزایش چشمگیر کدری می‌شود. این کدری از فرار فوتون‌ها از لایه‌های درونی انفجار جلوگیری می‌کند. وقتی هیدروژن به اندازهٔ کافی خنک شود که بتواند دوباره ترکیب شود، لایهٔ بیرونی شفاف می‌شود.

## ابرنواخترهای نوع دوم ان
حرف n در این رده‌بندی نمایانگر باریک یا (narrow) است، که به معنی حضور خطوط تابشی باریک یا متوسط در طیف این نوع ابرنواخترها است. در مورد دلیل وجود خطوط تابشی متوسط، پرتابه ناشی از انفجار ممکن است با گاز اطراف ستاره - مادهٔ پیراستاره‌ای - به شدت برهمکنش داشته باشد. با این وجود، چگالی مادهٔ پیراستاره‌ای مورد نیاز برای توضیح دادن ویژگی‌های رصد شده، بسیار بیشتر از آنی است که بنابر نظریه استانداردِ فرگشت ستاره‌ای انتظار می‌رود. اغلب فرض می‌شود که این چگالی بالای مادهٔ پیراستاره‌ای به دلیل نرخ بالای از دست دادن جرم در نمونه‌های ابرنواختری نوع دوم ان باشد. تخمین‌ها برای نرخ از دست دادن جرم، به‌طور معمول بیش‌تر از یک هزارم جرم خورشیدی در سال است. نشانه‌هایی وجود دارد که این مواد پیراستاره‌ای همانند ستاره‌های متغیر آبی درخشان، که جرم زیادی قبل از منفجر شدن از دست می‌دهند، از ستاره‌ها سرچشمه گرفته باشند. اس‌ان ۱۹۹۸ اس و اس‌ان ۲۰۰۵ جی‌ال نمونه‌هایی از ابرنواخترهای نوع دوم ان هستند؛ اس‌ان ۲۰۰۶ جی‌وای، ابرنواختری به شدت پرانرژی است که شاید یک نمونهٔ دیگر باشد.

## ابرنواخترهای نوع دوم بی
یک ابرنواختر نوع دوم بی در طیف اولیه خود خطوط هیدروژن ضعیفی دارد و به همین دلیل هم به عنوان نوع دو دسته‌بندی شده‌است. با این حال، در مراحل بعدی دیگر نمی‌توان تابش هیدروژنی را آشکارسازی کرد و قله دومی نیز در منحنی نورش پدید می‌آید که باعث می‌شود طیفش بیشتر یادآور یک ابرنواختر نوع یکم بی باشد. ستارهٔ آغازین می‌تواند یک ستارهٔ سنگین بوده باشد که بیش‌تر لایه‌های بیرونی‌اش را به بیرون پرتاب کرده‌است، یا از آن‌هایی که بیشتر پوشش هیدروژنی‌اش را در برهمکنش با یک همدم در سامانه‌ای دوتایی از دست داده باشد و مغزه‌ای برجای مانده باشد که تقریباً به‌طور کامل فقط از هلیوم ساخته شده‌است. وقتی پرتابهٔ یک ابرنواختر نوع دوم بی گسترش می‌یابد، لایهٔ هیدروژنی به سرعت شفافیت بیشتری پیدا می‌کند و لایه‌های درونی را آشکار می‌سازد. نمونهٔ کلاسیک یک ابرنواختر نوع دوم بی، ابرنواختر ۱۹۹۳جِی و نمونهٔ دیگرش ذات‌الکرسی آ است. نخستین‌بار در سال ۱۳۶۵ خورشیدی (۱۹۸۷ میلادی) ووسلی (به انگلیسی: Woosley) و همکاران، دستهٔ دوم بی را (به عنوان یک مفهوم نظری) معرفی کردند و خیلی زود این دسته برای اس‌ان ۱۹۸۷کی و اس‌ان ۱۹۹۳جی به کار گرفته شد.

## فرانواختر
فرانواخترها گونهٔ نادری از ابرنواختر هستند که در اصل بسیار پرنورتر و پرانرژی‌تر از ابرنواخترهای استاندارد هستند. نمونه‌هایش ۱۹۹۸ ای اف (نوع یکم سی) و ۱۹۹۷ سی وای (نوع دوم ان) هستند. بیشتر از یک نوع رویداد باعث ایجاد فرانواخترها می‌شود: فوران‌های نسبیتی به هنگام شکل‌گیری سیاهچاله که ناشی از فروریزش مواد به درون مغزهٔ نوترونی ستاره است، مدل رُمب‌اختر؛ برهمکنش با یک پوشهٔ چگال مواد پیراستاره‌ای، مدل سی‌اس‌ام؛ ابرنواخترهای جفت ناپایدار با بالاترین جرم؛ احتمالات دیگری مثل مدل ستارهٔ کوارکی و دوتایی.